# John Linder
John Elmer Linder, född 9 september 1942 i Deer River, Minnesota, är en amerikansk republikansk politiker. Han var ledamot av USA:s representanthus 1993–2011.
Linder studerade vid University of Minnesota. Han avlade 1964 kandidatexamen och 1967 tandläkarexamen. Han tjänstgjorde i USA:s flygvapen 1967–1969 och arbetade sedan som tandläkare.
Linder blev invald i representanthuset i kongressvalet 1992. Linder ställde upp i republikanernas primärval inför kongressvalet 2002 mot en annan sittande kongressledamot, Bob Barr. Distriktsgränserna i Georgia ändrades så att Linder fick utmana Barr för att behålla sitt mandat i kongressen. Linder vann klart mot Barr och vann sedan lätt i själva kongressvalet.